# Ручьи (Вологодская область)
Ручьи — деревня в Череповецком районе Вологодской области.
Входит в состав Николо-Раменского сельского поселения, с точки зрения административно-территориального деления — в Николо-Раменский сельсовет.
Расстояние по автодороге до районного центра Череповца — 110 км, до центра муниципального образования Николо-Раменья — 20 км. Ближайшие населённые пункты — Бор, Харламовская, Вешняки.

## Население
По переписи 2002 года население — 7 человек.
| 2010 |
| ---- |
| 3    |